# Athanásios Konstantínou
Pour les articles homonymes, voir Konstantínou.
Athanásios Konstantínou (grec moderne : Αθανάσιος Κωνσταντίνου), né le 18 juillet 1959 à Athènes, est un homme politique grec. Membre du parti Aube dorée, il est élu député européen en 2019. Il quitte Aube Dorée en août 2020 et est député européen indépendant jusqu'en 2024.

## Biographie
Il est élu député européen en mai 2019.